# 女為悅己者狂
《女為悅己者狂》（西班牙語：Mujeres al borde de un ataque de nervios）是一部1988年的西班牙喜劇片，由貝德羅·艾慕杜華執導，卡門·莫拉及安東尼奧·班達拉斯等主演。
電影以一名女配音員為中心，描述她被男友拋棄後，怪事接踵而來，弄得她差點精神崩潰。
此片在西班牙大受好評，並哥雅獎上贏得不少獎項。

## 外部連結
- 互联网电影数据库（IMDb）上《女為悅己者狂》的资料（英文）
- 爛番茄上《女為悅己者狂》的資料（英文）
- Metacritic上《女為悅己者狂》的資料（英文）
- Box Office Mojo上《女為悅己者狂》的資料（英文）
- 豆瓣电影上《女為悅己者狂》的資料 （简体中文）